# 瓦讷河畔穆兰
瓦訥河畔穆兰（法語：Moulins-sur-Ouanne，法語發音：[mulɛ̃ syʁ wan]）是法国勃艮第-弗朗什-孔泰大区约讷省的一个市镇，属于欧塞尔区。

## 地理
瓦讷河畔穆兰（47°42'29"N, 3°20'11"E）面积10.19 平方千米，位于法国勃艮第-弗朗什-孔泰大區约讷省，该省份为法国中北部内陆省份，西接卢瓦雷省，西北接塞纳-马恩省，南至涅夫勒省，东临科多尔省，东北与奥布省接壤。
与瓦讷河畔穆兰接壤的市镇（或旧市镇、城区）包括：迪日、方丹、拉朗德、勒尼、图西。

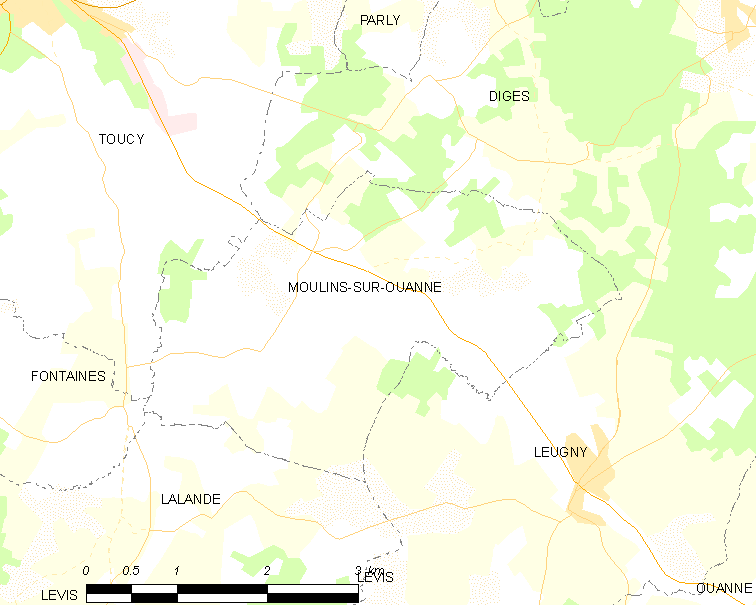
瓦讷河畔穆兰的OSM定位图

瓦讷河畔穆兰的时区为UTC+01:00、UTC+02:00（夏令时）。

## 行政
瓦讷河畔穆兰的邮政编码为89130，INSEE市镇编码为89272。

## 政治
瓦讷河畔穆兰所属的省级选区为皮赛中心县。

## 人口

1962-2008年间瓦讷河畔穆兰人口变化图示

瓦讷河畔穆兰于2022年1月1日时的人口数量为279人。